# Salem (israelische Band)
Salem ist eine israelische Metal-Band, die sich 1985 in Tel Aviv formierte. Auf den verschiedenen Alben pendelt der Musikstil zwischen Doom-, Death- und Gothic Metal.

## Bandgeschichte
Nach eigenen Aussagen war Salem bei ihrer Gründung im Jahr 1985 die allererste israelische Metalband überhaupt. 1986 erschien ihr erstes Demotape Salem und im Jahr darauf das zweite mit dem Titel Destruction till Death. Eine Aufnahme eines Auftritts im Roxan-Club in Tel Aviv erschien 1990 unter dem Titel Millions Slaughtered /Live auf Kassette. Diese brachte der Band einen Vertrag mit Morbid Records und 1992 eine Briefbombe des norwegischen Musikers Varg Vikernes. Zu Øystein Aarseth, dem Anführer des norwegischen Black-Metal-Zirkels und Gitarristen der Band Mayhem, hatte die Band allerdings ein gutes Verhältnis. Im Dezember 1992 erschien auch ihre erste EP Creating Our Sins. 1994 folgten die Single Dying Embers und das Debüt Kaddish (קדיש). Das darauf enthaltene Lied The Fading wurde bei Headbangers Ball gezeigt und brachte Salem in die Top 10 von MTV und Kerrang! Auf dem Album findet sich auch das auf Mordechaj Gebirtigs S’brennt (ס'ברענט) basierende Lied Ha’ayara Bo’eret (העיירה בוערת), das vom Przytyk-Pogrom von 1936 handelt. Die durch Salems Version des Lieds verursachte nationale Kontroverse erreichte sogar die Knesset, wo diskutiert wurde, ob es für eine Metal-Band angemessen sei, solche Lieder zu spielen.
Nach einem Angebot des Labels B.N.E. im Jahr 1998 flog der Produzent Colin Richardson für die Aufnahme ihres Albums A Moment of Silence extra nach Israel. Aufgenommen wurde es in den D.B. Studios in Israel und The Chapel in England. Direkt nach den Aufnahmen stieg Amir Neubach aus, um in New York City eine Musikkarriere zu verfolgen.
Anfang 2001 stieß Nir Nakav zu Salem, der nach vier Jahren gerade aus Los Angeles zurückgekehrt war. Im Dezember 2001 unterschrieb die Band bei KMG/System Shock aus Deutschland, wo 2002 die Single Al Taster und ihr viertes, bisher aggressivstes Album Collective Demise erschienen. Im gleichen Jahr kam auch Nir Gutraiman als Gitarrist zur Band. 2004 erschien ihre DVD Live Demise bei Masterdisk, 2005 ihr Album Strings Attached, das als erstes extremes Metal-Album mit einem Streichquartett eingespielt wurde. Ein Auftritt in Israel vor 1000 Fans fand mit Streichquartett und dem Gastsänger Attila Csihar von Mayhem statt.
Im Juni 2007 erschien ihr Album Necessary Evil bei Season of Mist, das moderner, aber technischer und aggressiver war. Im gleichen Monat trat die Band auch auf dem Hellfest Festival in Frankreich unter anderem zusammen mit Machine Head, Slayer, Blind Guardian und Within Temptation auf.
2010 erschien ihr derzeit aktuelles Album Playing God bei Pulverised Records.
Am 29. Juli 2019 teilte die Band auf ihrer Facebook-Seite mit, dass ihr Bassist Michael Goldstein verstorben ist.

## Diskografie
- 1986: Salem (Demo)
- 1987: Destruction Till Death (Demo)
- 1988: Destruction Till Death (VHS)
- 1990: Millions Slaughtered /Live (Demo)
- 1992: Creating Our Sins (EP, Morbid Records)
- 1994: Dying Embers (Single, Morbid Records)
- 1994: Kaddish (Morbid Records)
- 1998: A Moment of Silence (BNE)
- 2002: Al Taster (Single, KMG/System Shock)
- 2002: Collective Demise (KMG/System Shock)
- 2004: Live Demise (DVD, Masterdisk)
- 2005: Strings Attached (Master Disk)
- 2007: Necessary Evil (Season of Mist)
- 2008: Salem Underground (DVD, Season of Mist/Play)
- 2010: Playing God (Pulverised Records)